# Elena Cancicov
Elena Cancicov (n. 29 septembrie 1872, Bacău, România – d. 21 ianuarie 1917, Iași, România) a fost o profesoară de liceu din Regatul României, moartă la datorie în Primul Război Mondial în cadrul serviciilor auxiliare ale Armatei României.
În calitate de inspector școlar, numită fiind de Spiru Haret, a contribuit la înființarea primelor grădinițe de copii din România și a dus o muncă susținută, pentru implementarea prevederilor legale ale epocii privitoare la învățământul primar.
Înrolată voluntar ca soră de caritate a Crucii Roșii în anul 1916, a lucrat în perioada participării României la Primul Război Mondial la Spitalul militar de răniți Nr. 360, decedând de tifos exantematic în timpl retragerii în Moldova, ]n condițiile în care se recuperase incomplet după o formă gravă de febră recurentă.

## Biografie

### Familia și primii ani
Bunicul Elenei Cancicov era originar din județul Neamț, comuna Dănești, fiind conform profesoarei Elena Ungureanu, un grădinar de origine bulgară, căsătorit cu Maria din satul Schineni (aflat astăzi în comuna Săucești). Primul dintre cei trei copii ai săi a fost Theodor Al. Cancicov, născut la Piatra Neamț și căsătorit cu Raluca Stanciu. Funcționar la primăria Bacău, Theodor Al. Cancicov împreună cu soția sa, casnică, au zămislit șase copii, Ileana (Elena), Vasile (care avea să ajungă avocat și deputat), Alexandru, August, Mircea (care avea să ajungă magistrat și ministru de finanțe) și Teodora Margareta.
Născută la 29 septembrie 1872 în Bacău, Ileana (Elena) Cancicov a fost fiica cea mai mare a lui Theodor Cancicov. Împreună cu tatăl și frații săi Vasile și Alexandru, Elena Cancicov s-a aflat în anul 1893 printre primii ctitori ai bibliotecii băcăuane Costache Sturdza. După absolvirea școlii primare și a Externatului de Fete din Bacău, în perioada 1894-1897 a urmat cursurile  Facultății de Științe din Iași, beneficiind de o bursă din Fondul Adamachi al Academiei Române.

### Cariera
A fost o persoană inteligentă. În peroada 1897-1905, a funcționat în cadrul Ministerului Instrucțiunii Publice și Cultelor ca și inspectoare școlară pentru școlile private de fete. A fost numită în această poziție de către Spiru Haret, dar a continuat și sub alți miniștri. În această calitate, ea a contribuit la înființarea primelor grădinițe de copii din România, printre care s-a aflat și prima grădiniță particulară din Bacău, care a luat naștere în anul 1905 (Institutul Rang). A desfășurat, de asemenea, o muncă susținută pentru implementarea prevederilor legale ale epocii privitoare la învățământul primar.
În perioada 1905-1910 a predat ca profesoară la Externatul Nr. 1 de Fete din Craiova științele naturale și fizica, iar din 1910 până în 1916 la Azilul Elena Doamna din București, cu grad definitiv. La 1 septembrie 1916 ar fi urmat să fie numită directoare a instituției unde lucra.

### Primul Război Mondial
Intrarea României în Primul Război Mondial a întrerupt activitatea didactică a Elenei Cancicov, care s-a înrolat în mod voluntar ca soră de caritate a Crucii Roșii, pentru al lucra la Spitalul militar de răniți Nr. 360  din București (redenumit mai târziu Spitalul „Regina Maria”), sub conducerea Clotildei Averescu. Entuziastă, conform lui Anton D. Velcu, a muncit aici cu râvnă și abnegație.
Retragerea în Moldova a trupelor române după eșecul luptelor duse pentru apărarea Bucureștiului a făcut ca la 15 noiembrie  1916 spitalul unde lucra să se retragă mai întâi la Tecuci și ulterior la Iași. La Tecuci, Elena Cancicov s-a îmbolnăvit de o formă mai gravă de febră recurentă și pe fondul istovirii ei, nu s-a putut recupera suficient.
După un drum dificil de două săptămâni, spitalul a fost mutat la Iași, unde boala surorii de caritate s-a agravat. De la Iași spitalul s-a mutat la Roman, fără ca Elena Cancicov să-l poată urma. A decedat la la 21 ianuarie 1917, fiind înmormântată la Cimitirul Eternitatea din Iași.
Conform unei afirmații a profesoarei Elena Ungureanu din anul 2003, decesul surorii Cancicov ar fi fost totuși provocat de tifosul exantematic, afirmație pe care nu a mai reluat-o, trei ani mai târziu în 2006, fără a afirma însă că ar fi murit ca efect direct al febrei recurente (cele două epidemii au bântuit în paralel, în acea perioadă). Tot Elena Ungureanu, în anul 2003 a consemnat drept dată a decesului ziua de 22 ianuarie.

## Onoruri
Pentru activitatea desfășurată, în anul 1902 a fost decorată cu Medalia „Răsplata Muncii pentru Învățământ”, clasa a II-a, iar în anul 1906 cu Medalia Jubiliară „Carol I“.
Post-mortem, a fost decorată cu Ordinul „Coroana României”.

## In memoriam
Mai multe lucrări monografice i-au fost dedicate, precum cea scrisă de Anton D. Velcu în 1936: Memoriei distinsei profesoare Elena Cancicov (soră de caritate în timpul războiului) și cea publicată de Elena Ungureanu în 2012: Eroina Elena Cancicov și genealogia neamului său.
Grupul Școlar Primar Nr. 4 de pe Câmpul Poștei, din Bacău, a primit numele său în anul 1939. Acest nume însă nu a mai fost, ulterior, păstrat.
În 2012, Consiliul Local Bacău a acordat post-mortem, titlul de „cetățean de onoare” și cheia municipiului Bacău, fostei profesoare și fratelui ei Mircea.